# Nicholas Ridley (Bischof)

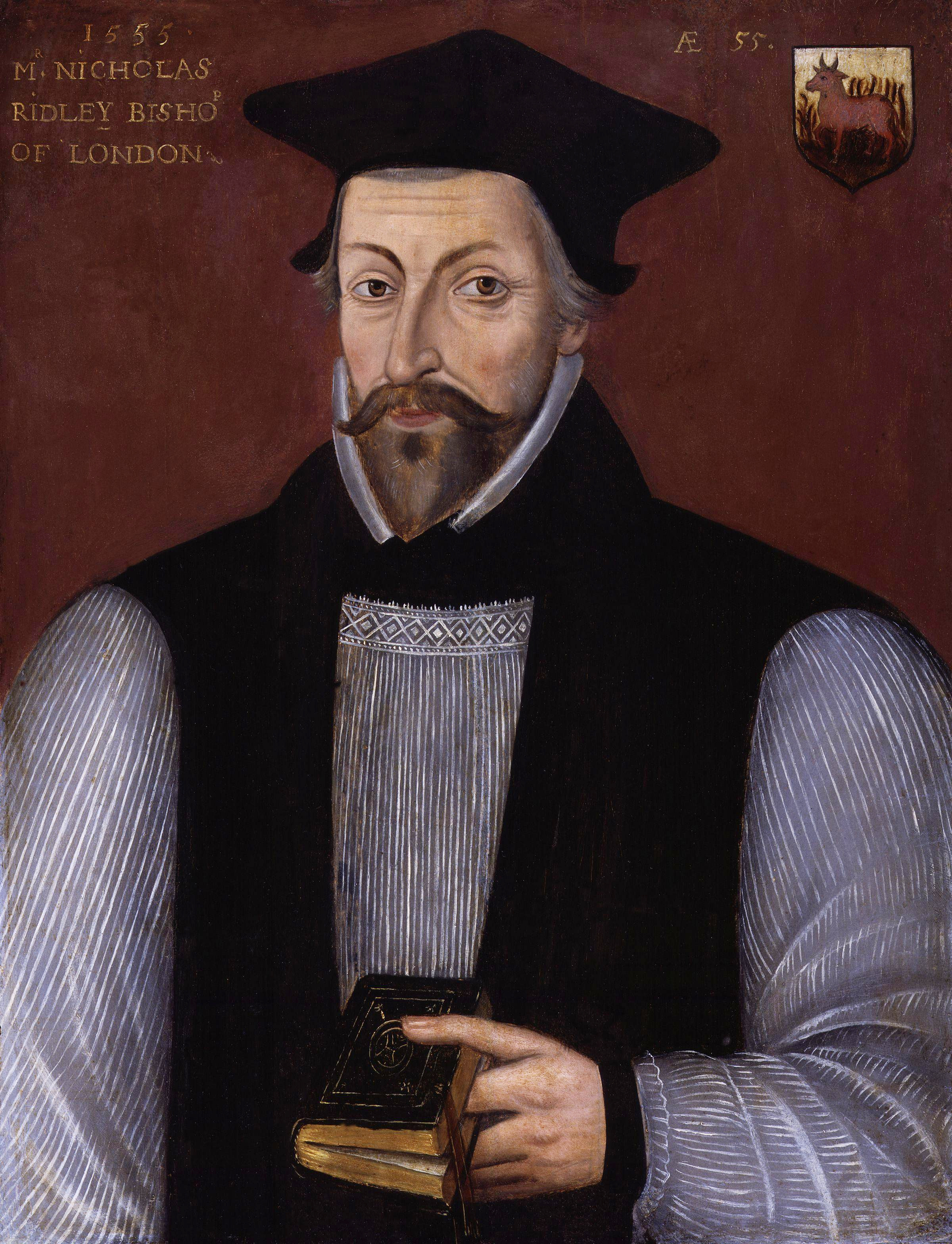
Nicholas Ridley

Nicholas Ridley (* um 1500 in Northumberland; † 16. Oktober 1555 in Oxford) war Bischof von Rochester in England.

## Leben
Nicholas Ridley wurde als zweiter Sohn von Christopher Ridley, Mitglied einer prominenten Familie in Northumberland, am Anfang des 16. Jahrhunderts geboren. Seine Schulbildung erhielt er bei der Royal Grammar School in Newcastle. Anschließend studierte er an der Universität Cambridge. Dort erhielt er 1525 seinen Abschluss als Magister. Kurz danach wurde er als Priester ordiniert und ging nach Paris, wo er an der Sorbonne seine Studien vertiefte.

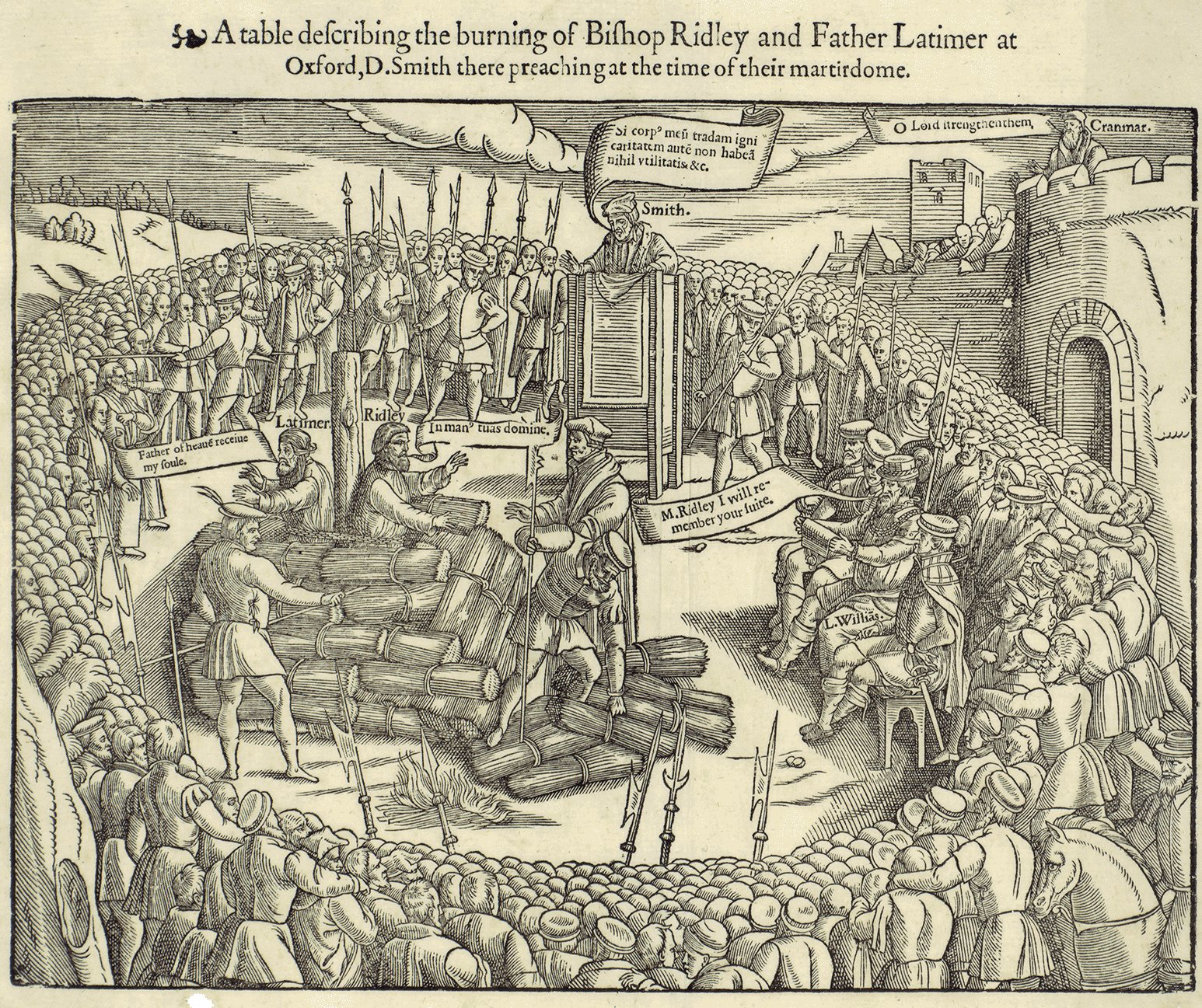
Die Hinrichtung von Nicholas Ridley und Hugh Latimer, aus: John Foxe, Foxe’s Book of Martyrs (1563)

Nach seiner Rückkehr nach England (etwa 1529) wurde er 1534 oberster Proktor der Universität Cambridge. Zu diesem Zeitpunkt gab es eine bedeutsame Auseinandersetzung über die Autorität des Papstes. Ridley, der tiefe Kenntnisse der biblischen Hermeneutik erworben hatte, bewog die Universität zur Verabschiedung folgender Resolution, die in leicht veränderter Form zu einem der Glaubensartikel der anglikanischen Kirche wurde: „Dass der Bischof von Rom keine weitere Autorität und Jurisdiktion von Gott abgeleitet hat, in diesem Königreich England, als irgendein anderer ausländischer Bischof.“ 1537 erhielt er von Cambridge einen weiteren Abschluss (der Bachelor of Divinity, der bei Cambridge als höherer Abschluss gilt, im Gegensatz zu den meisten Bachelorgraden) und wurde zum Kaplan (Adjunkt) des Erzbischofs von Canterbury, Thomas Cranmer, ernannt.
1538 ernannte Cranmer ihn zum Vikar von Herne in Kent. 1540 wurde er königlicher Hofkaplan und erhielt einen Sitz im Chor der Kathedrale von Canterbury. Er wurde ebenfalls Master des Pembroke College in Cambridge. 1543 wurde er der Häresie beschuldigt, aber er verteidigte sich erfolgreich gegen diesen Vorwurf. 1547 wurde er als Bischof von Rochester geweiht. Kurz danach ordnete er an, dass an Stelle der Altäre Tische in den Kirchen des Bistums aufgestellt werden sollten, um das Abendmahl zu feiern. 1550 wurde er zum erster Bischof des vereinigten Bistums von London und Westminister ernannt.
Nachdem Maria (mit dem Beinamen „die blutige“ bzw. „die katholische“) den Thron bestieg, wurde ihm 1555 der Prozess in Oxford vor einer Theologenkommission gemacht, und er wurde zusammen mit Hugh Latimer auf dem Scheiterhaufen verbrannt. Daher wird er von der anglikanischen Kirche als Märtyrer geehrt. Mit Latimer teilt er den Gedenktag des 16. Oktobers. In der Episkopalkirche der Vereinigten Staaten von Amerika wird an diesem Tag auch Thomas Cranmers gedacht, der an der gleichen Stelle im März des Folgejahres hingerichtet wurde; in der Church of England hat Cranmer einen eigenen Gedenktag im März. Ridleys Gedenktag im Evangelischen Namenkalender der Evangelischen Kirche in Deutschland ist der 17. Oktober. Dem Bischof Ridley galten Latimers letzte Worte: „Spielt den Mann, Meister Ridley; an diesem Tag werden wir mit Gottes Gnade eine solche Kerze in England anzünden, die niemals ausgehen möge!“